# Raffaele Balsamo
Pour les articles homonymes, voir Balsamo.
Raffaele Balsamo, né le 7 mai 1885 à Caserte et mort le 22 novembre 1946 à Naples, est un chanteur lyrique italien.

## Biographie
Raffaele Balsamo enregistre, lors de ses débuts dans la chanson, des classiques de la chanson napolitaine. Il enregistrera des futurs classiques comme Serenata a Surriento enregistré pour Favorite Record le 22 septembre 1909.
Il fut actif en Amérique de 1922 à 1928 où il enregistrait pour les labels Victor et Columbia. Parmi ses enregistrements l'on peut citer Cielo Celeste, une version italienne de la chanson mexicaine Cielito lindo.
En 1933 il participa à la Fête de Piedigrotta avec E. A. Mario et d'autres chanteurs comme Armando Gill ou Carlo Buti.
Il participe en tant qu'acteur secondaire dans cinq films entre 1938 et 1942.
Parmi ses succès musicaux l'on peut citer Carnevale 'ngalera (musique de E. A. Mario)  et Palomma (écrite et composée par Armando Gill).

## Filmographie
- 1938 : Napoli d'altri tempi d'Amleto Palermi
- 1939 : Il ladro, d'Anton Germano Rossi
- 1940 : San Giovanni decollato d'Amleto Palermi
- 1940 : La fanciulla di Portici de Mario Bonnard
- 1942 : Rossini de Mario Bonnard